# Nazionale maschile under 21 di calcio dell'Inghilterra
La nazionale inglese di calcio Under-21 è la rappresentativa calcistica Under-21 dell'Inghilterra ed è posta sotto l'egida della Federazione inglese. La squadra partecipa al campionato europeo di categoria, che si tiene ogni due anni. 
La nazionale inglese ha vinto 4 campionati europei di calcio Under-21 e, nello stesso torneo, è giunta 5 volte in semifinale.
La squadra non può partecipare alle Olimpiadi poiché la Federazione calcistica dell'Inghilterra non è associata in alcun modo al Comitato Olimpico Internazionale; tuttavia, in occasione delle Olimpiadi di Londra 2012, venne allestita una nazionale di calcio della Gran Bretagna, composta da calciatori delle rappresentative Under-21 inglesi e gallesi.

## Storia
La nazionale Under-21 inglese di calcio ha esordito nel 1976. Dal 1977 al 1990 è stata guidata da Dave Sexton, che è anche l'allenatore più titolato della storia della squadra. In questa fase ha combinato il ruolo con quello di allenatore dei club di massima serie del Manchester Utd (1977-1981) e del Coventry City (1981-1983). Dopo l'esperienza al Coventry, ha assunto un incarico nella FA come primo direttore tecnico, a Lilleshall. Sotto la guida di Sexton, l'Inghilterra Under-21 ha sempre raggiunto almeno le semifinali del campionato d'Europa dal 1978 al 1988 e ha vinto il campionato d'Europa nel 1982 e nel 1984.
Nel 1990 Sexton ha ceduto il ruolo di allenatore dell'Under-21 a Lawrie McMenemy, già assistente dell'allenatore inglese Graham Taylor, per poi riprenderne la guida nel 1994 e mantenerla fino al 1996.
Dal 1990 al 2006 la squadra attraversò una profonda crisi, con sette mancate qualificazioni alla fase finale del campionato d'Europa e due eliminazioni al primo turno.
Nel 1996 subentrò alla guida della squadra Peter Taylor, destituito nel 1999 dopo vari insuccessi per fare spazio a Peter Reid, dimessosi dopo una sola partita in carica per dedicare più tempo all'altro lavoro come allenatore del Sunderland. Il successore, Howard Wilkinson, ottenne solo quattro vittorie in dieci partite ufficiali e si dimise dopo un anno e mezzo in carica. A quel punto subentrò David Platt, lasciando il suo incarico di tecnico del Nottingham Forest. Platt fu alla guida dell'Under-21 inglese dal 2001 al 2004, ma ebbe poco successo prima del ritorno di Taylor, che abbandonò la guida della nazionale nel gennaio 2007, poiché Steve McClaren, allenatore della nazionale maggiore, voleva che la nazionale Under-21 avesse un allenatore a tempo pieno. Taylor, all'epoca, si divideva tra due panchine, quella dell'Under-21 e quella del Crystal Palace.
Il 1º febbraio 2007 la panchina della nazionale inglese Under-21 passò a Stuart Pearce, che al campionato europeo del 2007 raggiunse le semifinali, dopo aver guidato per tre mesi (da febbraio a maggio) sia la nazionale sia il Manchester City. Nigel Pearson, vice-allenatore del Newcastle Utd, accettò dunque di diventare l'assistente di Pearce. La loro prima partita in carica fu un pareggio per 2-2 contro la Spagna del 6 febbraio 2007 al Pride Park Stadium di Derby County. Per la successiva partita contro l'Italia Nigel Pearson assunse l'incarico, poiché Stuart Pearce aveva impegni con il club. In quella circostanza il vice di Pearson fu Steve Wigley.
Pearce fu allenatore a tempo pieno della nazionale Under-21 inglesedal luglio 2007 al giugno 2013, quando fu annunciato che il suo contratto non sarebbe stato rinnovato. Dopo il breve interim di Roy Hodgson, che da CT della nazionale maggiore assunse anche la guida dell'Under-21 per una partita, il 22 agosto 2013 la panchina fu affidata a Gareth Southgate, che mantenne il ruolo per tre anni, prima di passare ad allenare ad interim la nazionale inglese per quattro partite, a seguito dell'allontanamento di Sam Allardyce. Il posto di Southgate fu occupato dal CT dell'Under-20 Aidy Boothroyd, confermato allenatore capo nel febbraio 2017. Boothroyd lasciò il ruolo nell'aprile 2021, dopo una deludente prestazione al campionato europeo di categoria.
Il 27 luglio 2021 fu nominato CT Lee Carsley, che condusse la squadra alla vittoria del campionato europeo del 2023.

## Partecipazioni ai tornei internazionali

### Campionato europeo Under-21
- 1978: Semifinale
- 1980: Semifinale
- 1982: Campione
- 1984: Campione
- 1986: Semifinale
- 1988: Semifinale
- 1990: Non qualificata
- 1992: Non qualificata
- 1994: Non qualificata
- 1996: Non qualificata
- 1998: Non qualificata
- 2000: Primo turno
- 2002: Primo turno
- 2004: Non qualificata
- 2006: Non qualificata
- 2007: Semifinale
- 2009: Finalista
- 2011: Primo turno
- 2013: Primo turno
- 2015: Primo turno
- 2017: Semifinale
- 2019: Primo turno
- 2021: Primo turno
- 2023: Campione
- 2025: Campione

## Palmarès
- Campionati europei: 4

 1982, 1984, 2023, 2025

## Rose

### Europei
Campionato d'Europa Under-21 UEFA 20001 Weaver, 2 Mills, 3 Johnson, 4 Young, 5 Carragher, 6 Gardner, 7 Lampard, 8 Jansen, 9 Cort, 10 Murphy, 11 Hendrie, 12 Carrick, 13 Robinson, 14 Harley, 15 Thompson, 16 Jeffers, 17 Chadwick, 18 Campbell, 19 King, 20 Dunn, CT: Wilkinson
Campionato d'Europa Under-21 UEFA 20021 Robinson, 2 Young, 3 Konchesky, 4 Davis, 5 M. Taylor, 6 Barry, 7 Dunn, 8 Greening, 9 Christie, 10 Defoe, 11 Pennant, 12 Riggott, 13 S. Taylor, 14 Prutton, 15 Jenas, 16 Parker, 17 Smith, 18 Knight, 19 Crouch, 20 Zamora, 21 Ameobi, 22 Bywater, CT: Platt
Campionato d’Europa Under-21 UEFA 20071 Carson, 2 Hoyte, 3 Baines, 4 Taylor, 5 Ferdinand, 6 Cahill, 7 Reo-Coker, 9 Richardson, 10 Nugent, 11 Young, 12 Routledge, 13 Hart, 14 Rosenior, 15 Milner, 16 Lita, 17 Huddlestone, 18 Noble, 19 Derbyshire, 20 Onuoha, 21 Vaughan, 22 Alnwick, 23 Whittingham, CT: Pearce
Campionato d'Europa Under-21 UEFA 20091 Hart, 2 Cranie, 3 Taylor, 4 Cattermole, 5 Stearman, 6 Onuoha, 7 Milner, 8 Gardner, 9 Agbonlahor, 10 Noble, 11 Johnson, 12 Muamba, 13 Lewis, 14 Walcott, 15 Rodwell, 16 Tomkins, 17 Richards, 18 Mancienne, 19 Gibbs, 20 Driver, 21 Campbell, 22 Loach, 23 Rose, CT: Pearce
Campionato d'Europa Under-21 UEFA 20111 Fielding, 2 Mancienne, 3 Bertrand, 4 Muamba, 5 Smalling, 6 Jones, 7 Albrighton, 8 Henderson, 9 Welbeck, 10 Sturridge, 11 Sinclair, 12 Gibbs, 13 McCarthy, 14 Walker, 15 Tomkins, 16 Cork, 17 Cleverley, 18 Lansbury, 19 Rodwell, 20 Rose, 21 Delfouneso, 22 Wickham, 23 Steele, CT: Pearce
Campionato d'Europa Under-21 UEFA 20131 Butland, 2 Clyne, 3 Smith, 4 Caulker, 5 Wisdom, 6 Dawson, 7 Lees, 8 Henderson, 9 Robinson, 10 Lowe, 11 Rose, 12 Chalobah, 13 Steele, 14 McEachran, 15 Zaha, 16 Ince, 17 Lansbury, 18 Shelvey, 19 Redmond, 20 Delfouneso, 21 Sordell, 22 Wickham, 23 Rudd, CT: Pearce
Campionato d'Europa Under-21 UEFA 20151 Butland, 2 Jenkinson, 3 Garbutt, 4 Forster-Caskey, 5 Stones, 6 Gibson, 7 Pritchard, 8 Ward-Prowse, 9 Kane, 10 Carroll, 11 Redmond, 12 Bond, 13 Bettinelli, 14 Chalobah, 15 Keane, 16 Lingard, 17 Ings, 18 Afobe, 19 Hughes, 20 Moore, 21 Chambers, 22 Targett, 23 Loftus-Cheek, CT: Southgate
Campionato d'Europa Under-21 UEFA 20171 Pickford, 2 Holgate, 3 Chilwell, 4 Chalobah, 5 Chambers, 6 Stephens, 7 Gray, 8 Ward-Prowse, 9 Abraham, 10 Baker, 11 Redmond, 12 Targett, 13 Gunn, 14 Murphy, 15 Swift, 16 Holding, 17 Hause, 18 Iorfa, 19 Hughes, 20 Grealish, 21 Mitchell, 22 Woodrow, 23 Mawson, CT: Boothroyd
Campionato d'Europa Under-21 UEFA 20191 Henderson, 2 Wan-Bissaka, 3 Dasilva, 4 Clarke-Salter, 5 Tomori, 6 Dowell, 7 Gray, 8 Maddison, 9 Solanke, 10 Foden, 11 Sessegnon, 12 Kenny, 13 Gunn, 14 Kelly, 15 Konsa, 16 Choudhury, 17 Barnes, 18 Mount, 19 Calvert-Lewin, 20 Gibbs-White, 21 Nelson, 22 Woodman, 23 Abraham, CT: Boothroyd
Campionato d'Europa Under-21 UEFA 20211 Ramsdale, 2 Aarons, 3 Kelly, 4 Godfrey, 5 Guéhi, 6 Davies, 7 Cantwell, 8 Gallagher, 9 Nketiah, 10 Hudson-Odoi, 11 R. Sessegnon, 12 Wilmot, 13 Bursik, 14 S. Sessegnon, 15 Tanganga, 16 Skipp, 17 Jones, 18 Smith Rowe, 19 Brewster, 20 Eze, 21 McNeil, 22 Griffiths, 23 Madueke, CT: Boothroyd
Campionato d'Europa Under-21 UEFA 20231 Trafford, 2 Aarons, 3 Thomas, 4 Colwill, 5 Harwood-Bellis, 6 Skipp, 7 Gibbs-White, 8 Ramsey, 9 Archer, 10 Smith Rowe, 11 Gordon, 12 Branthwaite, 13 Griffiths, 14 Garner, 15 Cresswell, 16 Johnson, 17 Jones, 18 Doyle, 19 Elliott, 20 Palmer, 21 Gomes, 22 Rushworth, 23 Madueke, CT: Carsley
Campionato d'Europa Under-21 UEFA 20251 Beadle, 2 Livramento, 3 Edwards, 4 Quansah, 5 Cresswell, 6 Hackney, 7 Fellows, 8 Anderson, 9 Rowe, 10 McAtee, 11 Hutchinson, 12 Norton-Cuffy, 13 Simkin, 14 Gray, 15 Egan-Riley, 16 Hinshelwood, 17 Iling-Junior, 18 Stansfield, 19 Elliott, 20 Scott, 21 Nwaneri, 22 Sharman-Lowe, 23 Morton, CT: Carsley

## Rosa attuale
Lista dei 23 giocatori convocati per il Campionato europeo di calcio Under-21 del 2025 in Slovacchia.
Presenze e reti aggiornate al 5 giugno 2025.
| 1  | P | James Beadle        | 16 luglio 2004 (20 anni)   | 6  | 0 | Brighton            |  |  |
| 13 | P | Tommy Simkin        | 8 dicembre 2004 (20 anni)  | 0  | 0 | Stoke City          |  |  |
| 22 | P | Teddy Sharman-Lowe  | 30 marzo 2003 (22 anni)    | 1  | 0 | Chelsea             |  |  |
|    |   |                     |                            |    |   |                     |  |  |
| 2  | D | Tino Livramento     | 12 novembre 2002 (22 anni) | 9  | 0 | Newcastle Utd       |  |  |
| 3  | D | Ronnie Edwards      | 28 marzo 2003 (22 anni)    | 2  | 0 | Southampton         |  |  |
| 4  | D | Jarell Quansah      | 29 gennaio 2003 (22 anni)  | 8  | 0 | Liverpool           |  |  |
| 5  | D | Charlie Cresswell   | 17 agosto 2002 (22 anni)   | 20 | 2 | Tolosa              |  |  |
| 12 | D | Brooke Norton-Cuffy | 12 gennaio 2004 (21 anni)  | 4  | 0 | Genoa               |  |  |
| 15 | D | CJ Egan-Riley       | 2 gennaio 2003 (22 anni)   | 2  | 0 | Burnley             |  |  |
|    |   |                     |                            |    |   |                     |  |  |
| 6  | C | Hayden Hackney      | 26 giugno 2002 (22 anni)   | 9  | 1 | Middlesbrough       |  |  |
| 7  | C | Tom Fellows         | 25 luglio 2003 (21 anni)   | 2  | 1 | West Bromwich       |  |  |
| 8  | C | Elliot Anderson     | 6 novembre 2002 (22 anni)  | 6  | 1 | Nottingham Forest   |  |  |
| 14 | C | Archie Gray         | 12 marzo 2006 (19 anni)    | 10 | 1 | Tottenham           |  |  |
| 16 | C | Jack Hinshelwood    | 11 aprile 2005 (20 anni)   | 5  | 0 | Brighton            |  |  |
| 20 | C | Alex Scott          | 21 agosto 2003 (21 anni)   | 6  | 0 | Bournemouth         |  |  |
| 23 | C | Tyler Morton        | 31 ottobre 2002 (22 anni)  | 8  | 1 | Liverpool           |  |  |
|    |   |                     |                            |    |   |                     |  |  |
| 9  | A | Jonathan Rowe       | 30 aprile 2003 (22 anni)   | 4  | 1 | Olympique Marsiglia |  |  |
| 10 | A | James McAtee        | 18 ottobre 2002 (22 anni)  | 18 | 7 | Manchester City     |  |  |
| 11 | A | Omari Hutchinson    | 30 ottobre 2003 (21 anni)  | 4  | 2 | Ipswich Town        |  |  |
| 17 | A | Samuel Iling-Junior | 4 ottobre 2003 (21 anni)   | 13 | 2 | Aston Villa         |  |  |
| 18 | A | Jay Stansfield      | 24 novembre 2002 (22 anni) | 3  | 0 | Birmingham City     |  |  |
| 19 | A | Harvey Elliott      | 4 aprile 2003 (22 anni)    | 22 | 9 | Liverpool           |  |  |
| 21 | A | Ethan Nwaneri       | 21 marzo 2007 (18 anni)    | 2  | 1 | Arsenal             |  |  |